# Rue Georges-Auric
Pour les articles homonymes, voir Georges Auric et Auric.
La rue Georges-Auric est une voie du 19e arrondissement de Paris, en France.

## Situation et accès
La rue Georges-Auric est une voie publique située dans le 19e arrondissement de Paris. Elle débute au 47, rue d'Hautpoul et se termine au 56 bis, rue Petit.

## Origine du nom
Elle porte le nom du compositeur français membre du groupe des Six, Georges Auric (1899-1983).

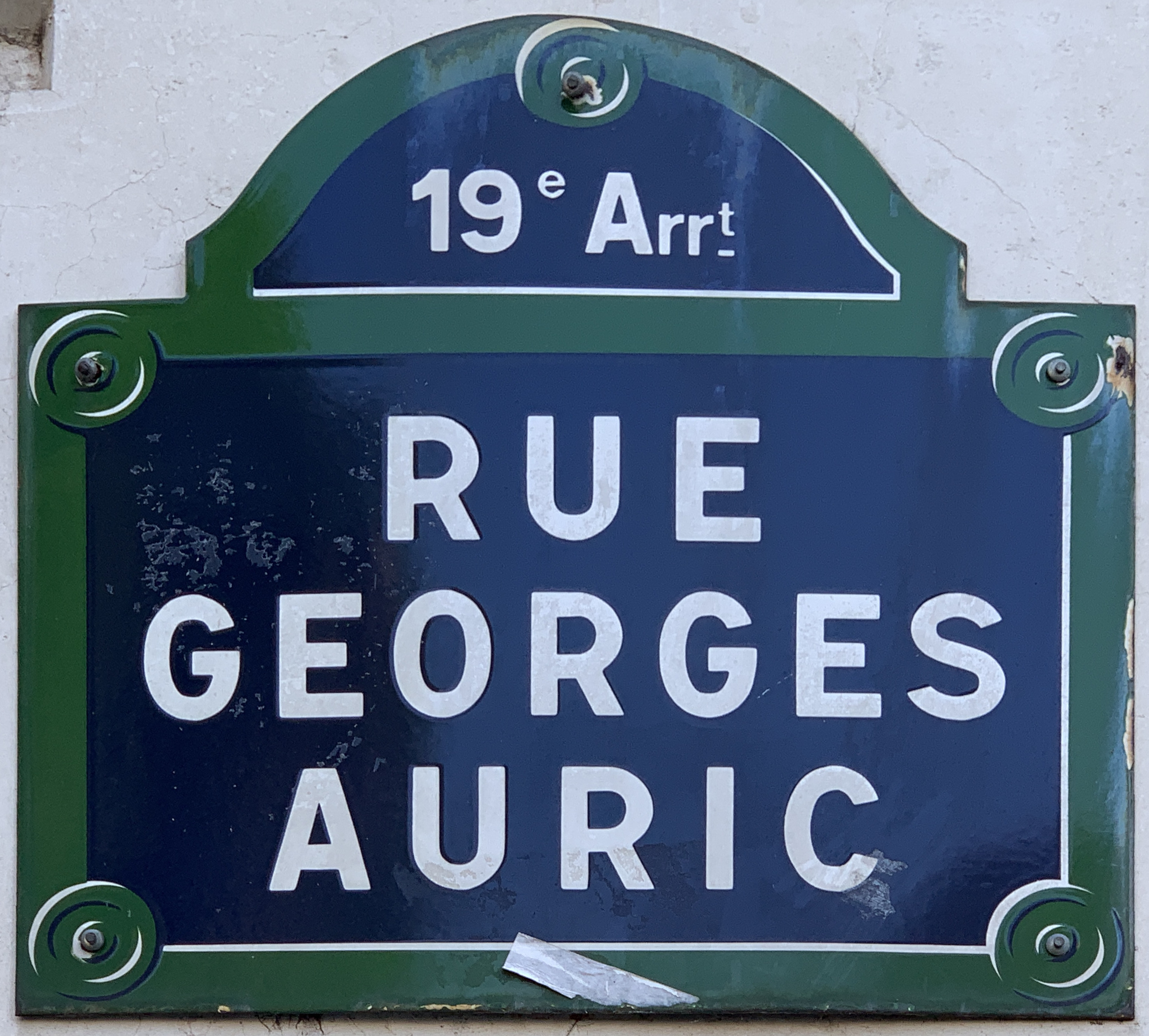
Plaque de rue de la rue Georges-Auric.
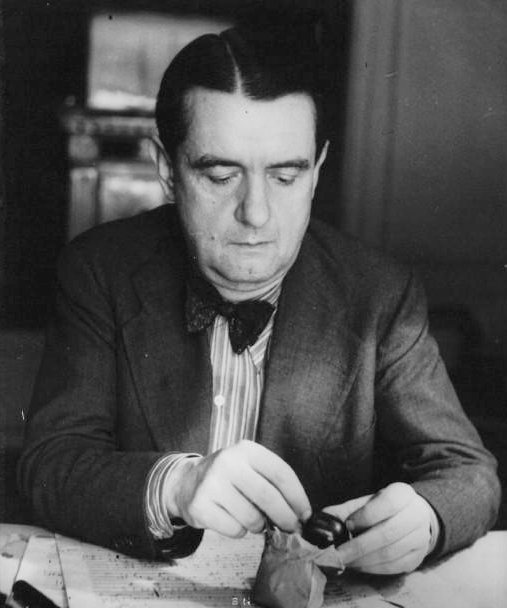
Photo de Georges Auric (1940).

## Historique
La voie est créée dans le cadre de l'aménagement de la ZAC Manin-Jaurès sous le nom provisoire de « voie CF/19 » et prend sa dénomination actuelle par un arrêté municipal du 26 novembre 1990.
Elle est ouverte à la circulation publique par un arrêté municipal du 22 avril 1993.

## Bâtiments remarquables et lieux de mémoire
- No 6 : Living School (école primaire).